# Project Reason

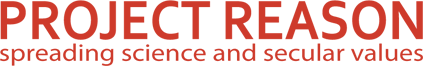
Logo pour la raison du projet

Project Reason (en français Projet Raison) est une fondation américaine dont le but est de promouvoir la connaissance scientifique et les valeurs séculières au sein de la société américaine.
Créée en 2007 par Sam Harris et sa femme, Annaka Harris, le Project Reason se définit ainsi:

« Le projet mettra en avant les talents d'intellectuels créatifs de premier plan, sur un ensemble de disciplines - science, droit, littérature, divertissement, technologie de l'information, etc. — afin d'encourager la pensée critique et d'influencer dans son ensemble les politiques publiques. Il permettra l'organisation de conférences, la production de films, l'aide financière aux recherches scientifiques et aux sondages, la remise de prix à des ONG, l'apport de matériel à des dissidents religieux ou à des intellectuels — le but à atteindre étant l'érosion de l'influence du dogmatisme, de la superstition et de la bigoterie dans le monde. »